# 伊奇烏納約克山
13°23′25″S 71°51′46″W / 13.39028°S 71.86278°W

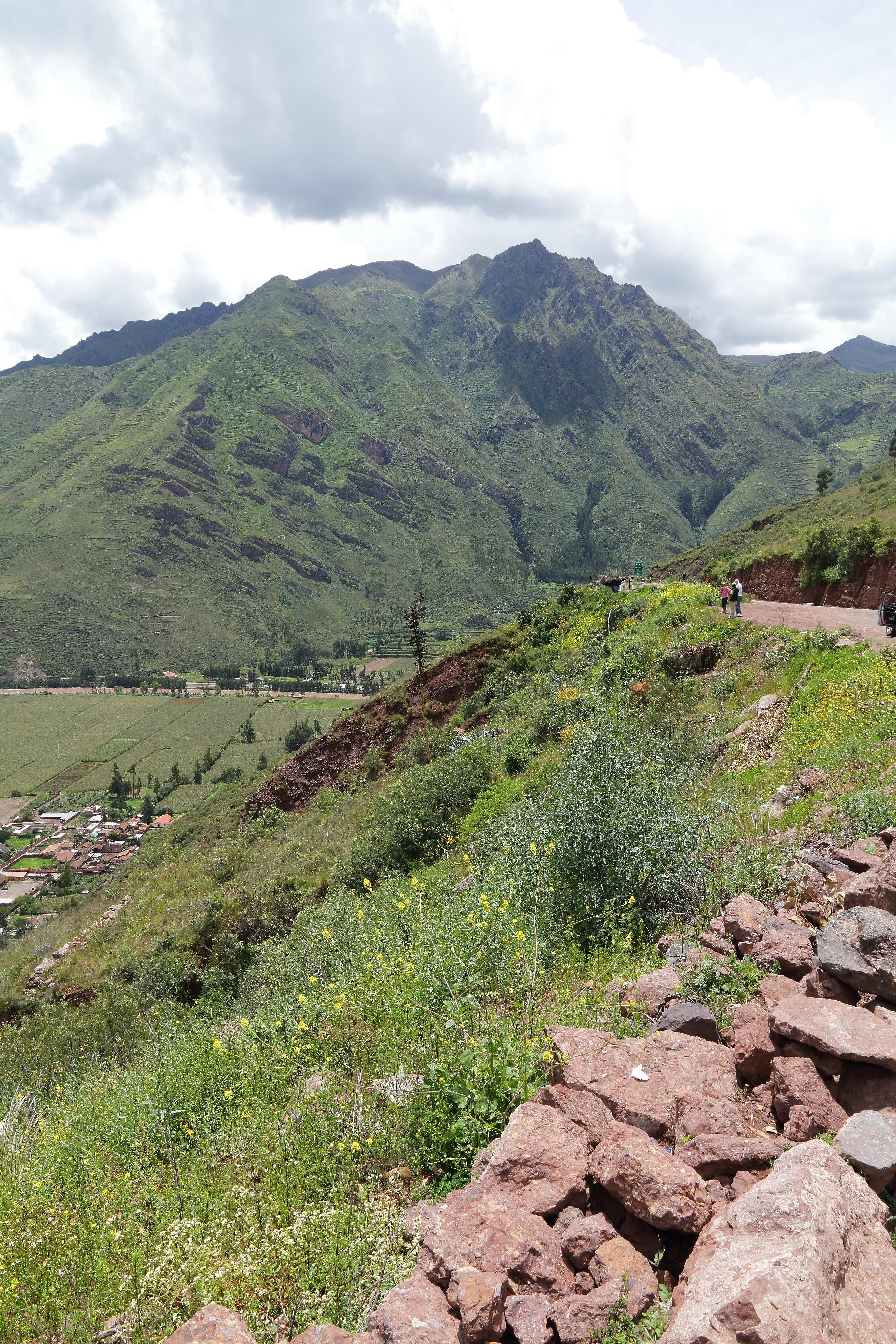

伊奇烏納約克山（Ichhunayuq），是秘魯的山峰，位於該國南部庫斯科大區，由科亞區和皮薩克區負責管轄，屬於安地斯山脈的一部分，海拔高度約4,200米。